# Bùi Quang Tạo
Bùi Quang Tạo tức: Bùi Nhật (1913 - 1995); quê quán huyện Tiền Hải, tỉnh Thái Bình, là nhà hoạt động cách mạng, chính khách Việt Nam. Ông nguyên là Ủy viên Ban Chấp hành Trung ương Đảng Cộng sản Việt Nam khóa II, khóa III, khóa IV, khóa V; Đại biểu Quốc hội Khoá II, III, IV, V, VI, VII. Ông từng giữ các chức vụ Bí thư Khu ủy Việt Bắc và Tây Bắc, Bộ trưởng Bộ Xây dựng đầu tiên (khi đó gọi là Bộ Kiến trúc), Phó Trưởng ban Tổ chức Trung ương, Bí thư Thành ủy Hải Phòng, Chủ nhiệm Ủy ban Thanh tra Nhà nước. Huân chương Hồ Chí Minh

## Sự nghiệp
- Năm 1943 ông cùng với các đồng chí Bình Phương, Lý Bạch Luân, Ngô Minh Loan... về gây dựng phong trào ở vùng Linh thông (huyện Trấn Yên, tỉnh Yên Bái).
- Năm 1944 ông bị giam tại Nhà tù Hòa Bình, vượt ngục thành công.
- Tháng 10/1945 đến cuối năm 1945 ông làm Bí thư tỉnh ủy Hà Đông, đồng thời kiêm Bí thư tỉnh ủy Sơn Tây đến giữa năm 1946.[2]
- Khi chiến tranh với Pháp nổ ra, ông làm Trưởng ban Tiêu thổ Kháng chiến tại Vĩnh Yên.

### Lãnh đạo chiến khu Việt Bắc, Tây Bắc
- Năm 1947 ông là Bí thư khu X [3]
- Năm 1948 Khi Chính phú sáp nhập khu XIV và khu X thành Liên khu X thì ông được cử làm Bí thư Khu ủy, Phó chủ tịch Ủy ban Hành chính Kháng chiến Liên khu Việt bắc [4] gồm 17 tỉnh: Cao Bằng, Bắc Kạn, Lạng Sơn, Thái Nguyên, Hà Giang, Tuyên Quang, Lào Cai, Yên Bái, Sơn La, Lai Châu, Bắc Giang, Bắc Ninh, Phúc Yên, Vĩnh Yên, Phú Thọ, Quảng Yên, Hải Ninh, Đặc khu Hồng Gai và huyện Mai Đà của tỉnh Hòa Bình.
- Trong Chiến dịch Biên giới năm 1950 ông là Đảng ủy viên Bộ chỉ huy, Phó chủ nhiệm Phòng cung cấp chiến dịch. Sau đó ông làm phó Bí thư Khu ủy Việt Bắc
- Năm 1952 để chuẩn bị giải phóng khu Tây Bắc khỏi sự chiếm đóng của thực dân Pháp, Trung ương Đảng và Hồ Chủ tịch quyết định bốn tỉnh Yên Bái, Lào Cai, Lai Châu và Sơn La tách khỏi Liên khu Việt Bắc thành lập Khu Tây Bắc và cử ông làm Bí thư Khu ủy, Chính ủy quân khu và Chủ tịch Ủy ban Hành chính kháng chiến Tây Bắc. Ông trực tiếp làm Trưởng ban Tổ chức và Tuyên Huấn. Ông được Hồ chủ tịch đổi tên làm Nguyễn Kháng.[5] Theo Sắc lệnh 205-SL ngày 24/4/1954, ông làm Chủ tịch Ủy ban Kháng chiến Hành chính Khu Tây Bắc.[6]
- Tại Đại hội Đảng II (tháng 2/1951), ông được Đại hội bầu làm Ủy viên dự khuyết Ban chấp hành Trung ương Đảng Cộng sản Việt Nam.
- Tháng 3 năm 1955 ông là Ủy viên chính thức Ban chấp hành Trung ương Đảng Cộng sản Việt Nam.

### Bộ trưởng Bộ Xây dựng Việt Nam đầu tiên
- Tháng 9 năm 1955 Bộ Thủy lợi và Kiến trúc được thành lập, ông được bổ nhiệm làm Thứ trưởng, Bí thư Đảng đoàn Bộ (Bộ trưởng là ông Trần Đăng Khoa nguyên Bộ trưởng Bộ Giao thông Công chính).
- Năm 1957 ông là thành viên Ban tổ chức cho Đại hội Đảng.
- Ngày 29 tháng 4 năm 1958, tại Kỳ họp thứ VIII, Quốc hội khóa I đã ra Nghị quyết Tách Bộ Thủy lợi và Kiến trúc, để thành lập 2 Bộ mới, là Bộ Thủy lợi và Bộ Kiến trúc, ông Trần Đăng Khoa được bổ nhiệm làm Bộ trưởng Bộ Thủy lợi. Còn Ông được giao giữ chức Bộ trưởng Bộ Kiến trúc[7] - đây chính là tiền thân của Bộ Xây dựng.
- Ông còn kiêm nhiệm chức vụ Ủy viên Ủy ban Khoa học Nhà nước trong thời gian đầu thành lập Ủy ban.[8]
- Năm 1964 ông trúng cử Đại biểu Quốc hội Việt Nam khóa III khu vực tỉnh Hà Nam [9]
- Năm 1973 khi Bộ Xây dựng được thành lập trên cơ sở hợp nhất Bộ Kiến trúc và Ủy ban Kiến thiết cơ bản Nhà nước, ông thôi chức vụ Bộ trưởng Bộ Kiến trúc (14-6-1973)[10]

### Công tác Tổ chức Đảng
- Từ 14 tháng 6 năm 1973 đến năm 1979, Ông chuyển sang giữ cương vị Phó Trưởng Ban Tổ chức Trung ương Đảng Cộng sản Việt Nam.[11] Năm 1975 ông tham gia Hội đồng bầu cử Quốc hội.

### Bí thư tỉnh ủy Hải Phòng
7/1979 – 4/1982 ông được Ban Chấp hành Đảng bộ Thành phố Hải phòng bầu giữ chức vụ Bí thư Thành ủy Hải Phòng  thay ông Trần Đông về Bộ Công an giữ chức vụ Thứ trưởng. Ông cùng Chủ tịch UBND Thành phố Đoàn Duy Thành bàn cách tháo gỡ khó khăn trong sản xuất nông nghiệp, thống nhất cử cán bộ xuống các huyện nghiên cứu thực tế về đời sống, sản xuất của bà con xã viên để về báo cáo với Ban Thường vụ Thành ủy.

### Công tác Thanh tra Nhà nước
Tại Đại hội Đảng Cộng sản Việt Nam V, ông tiếp tục được bầu làm Ủy viên Trung ương Đảng.
Từ 23-4-1982 đến 16-2-1987 ông được điều động giữ chức Chủ nhiệm Ủy ban Thanh tra của Chính phủ thay ông Trần Nam Trung, (tháng 5-1984 đổi là Thanh tra Nhà nước mà ngày nay là Tổng Thanh tra Chính phủ Việt Nam). Người kế nhiệm ông là ông Nguyễn Văn Chính.

## Vinh danh
- 4 khoá liên tục ông được giao làm Ủy viên Ban Chấp hành Trung ương Đảng Cộng sản Việt Nam (khóa II, III, IV, V).
- 6 khoá liên tục ông được bầu là đại biểu Quốc hội Việt Nam (Khoá II, III, IV, V, VI, VII).
- Ông được Nhà nước tặng thưởng Huân chương Hồ Chí Minh ••• và nhiều huân huy chương cao quý khác.